# Vlaanderen de Leeuw (lied)
Vlaanderen de Leeuw is een Nederlandse single van de Belgische artiest Willy Sommers uit 1984.
De B-kant van de single was het liedje Meisjes van de nacht.

## Meewerkende artiesten
- Roland Verlooven (producer)
- Willy Sommers (zang)